# 快快
快快（ファイファイ、faifai）は2004年に結成された、集団制作という独自のスタイルで作品を発表し続ける、東京を中心に活動する劇団。
2004年に、多摩美術大学映像演劇学科のメンバーで前身となる「小指値＜koyubichi＞」を結成。2008年4月1日から「快快」に改名。パフォーミングアーツにおける斬新な表現を開拓し「物語ること」を重視した作風で今日の複雑な都市と人を映し出しながらも、次第に幸福感に包まれゆく人間の性をポップに新しく描いてきた。
2009年よりアジア、EUにも活動の場を広げ、2010年9月代表作「My name is I LOVE YOU」でスイスのチューリヒ・シアター・スペクタクルにてアジア人初の最優秀賞、「ZKB Patronage Prize 2010」を受賞。既存の概念を越境しては演劇という枠に揺さぶりをかけ続ける「Trash＆Freshな日本の表現者」として国際的にも注目されている。
本公演以外にも、野田秀樹プロデュース日タイ共同制作での作品発表、福島県立いわき総合高等学校とのコラボレーション公演、「スペクタクル・イン・ザ・ファーム」、「吾妻橋ダンスクロッシング」等イベントへの参加、美術館での展示、パーティーの企画、銭湯や家での公演等、よりストリートで親しみ易い文化としての演劇活動を志して来た。
主な作品は「My name is I LOVE YOU」（2009）、「Y時のはなし」（2010）、「SHIBAHAMA」（2010）、「アントン・猫・クリ」（2012）、「りんご」（2012）。「りんご」（北川陽子作）は第57回岸田國士戯曲賞候補作。

## 主なメンバー
- 北川陽子（脚本家／演出家）
- 山崎皓司（俳優／料理人）
- 佐々木文美（舞台美術家）
- 大道寺梨乃（俳優）
- 野上絹代（俳優／振付家／演出家）
- 藤谷香子（スタイリスト／衣装制作）
- 河村美帆香（制作）
- 加藤和也（写真／Web）
- Olga Irimiás（俳優／海外マネージャー）
- Sebastian Breu（ドラマトゥルグ／海外マネージャー）

### 元メンバー
- 篠田千明（イベンター／演出家）
- しんぽうなおこ（キャラクターデザイン）
- 中林舞（俳優／振付師）
- 天野史朗（デザイナー／俳優）

## 過去の公演（快快）

### 2008年
- 2008.5／『ジンジャーに乗って』＠王子小劇場｜Movie｜
- 2008.5／だらだら家公演＋キャバクラ公演「Chotto Dake YOn〜♥」＠右側二軒目

### 2009年
- 2009.7／『快快温泉』＠斉藤湯（日暮里）
- 2009.8-10／ヨーロッパツアー2009『My name is I LOVE YOU』＠ハンガリー、オランダ、スロヴェニア、ベルリン
- 2009.9／吾妻橋ダンスクロッシング＠アサヒ・アートスクエア
- 2009.9／スペクタクル・イン・ザ・ファーム＠那須
- 2009.11-12／F/T09『快快のGORILLA』＠池袋芸術劇場前特設ドーム(F/Tステーション)

### 2010年
- 2010.1／『インコは黒猫を探す』＠シアタートラム
- 2010.2／蓮沼執太チーム『ワナパンチ！』ツアー・テン＠青山 EATS and MEETS Cay（Spiral B1F）
- 2010.3／『Y時のはなし』(TPAM参加作品)＠VACANT
- 2010.4／「□□□02 演奏撮影会」に快快がダンス参加！＠渋谷 CLUB QUATTRO
- 2010.4／快快の「スナック『しばはま』」＠SNAC
- 2010.5／『Y時のはなし』＠山口情報芸術センター（YCAM）
- 2010.6／芸劇eyes『SHIBAHAMA』＠東京芸術劇場
- 2010.7-8／ヨーロッパツアー2010『My name is I LOVE YOU』＠ドイツ、イタリア、スイス
- 2010.7／17人目の建築家と17人目の表現者による対話実験　dot architects×快快「並列する・ゴミのような・キラキラする愛」＠ワタリウム美術館
- 2010.8／東京芸術劇場プロデュース 日タイ共同制作“Spicy, Sour, and Sweet”＠東京芸術劇場 小ホール1
- 2010.10／『トレース ザ できるかな2010』＠府中市美術館
- 2010.10／♡快快銭湯♡「湯ーロッパ帰りだよ50人全員集合スペシャル！」＠八幡湯(三軒茶屋）
- 2010.10／エクスポナイト＠渋谷o-nest
- 2010.10／『アントン、猫、クリ』＠STスポット
- 2010.11／KYOTO EXPERIMENT 2011 フリンジ・パフォーマンス企画『Y時のはなし』＠アトリエ劇研
- 2010.11／快快パフォーマンス『泉太郎への60の質問』快快と一緒に泉さんに質問しよう！＠神奈川県民ホールギャラリー
- 2010.11／スペクタクル・イン・ザ・ファーム 2010＠那須
- 2010.12／VACANT × IN/SECTS共同開催フェスティバル 『キタカガヤ・ニュートピア』＠コーポ北加賀屋

### 2011年
- 2011.1／『いわきの高校生インザ蚤の市』＠福島県立いわき総合高等学校 演劇演習室（3F）
- 2011.2／FAIFAI presents HASHIGO!!! closing party for TPAM＆We dance 2011＠横浜　黄金町「試聴室」
- 2011.2／『FAIFAI Pyjama's Party』＠WOMB
- 2011.4／高校講座「ベーシック10」のクリップに快快が出演!!6日の英語、8日の数学!＠NHK
- 2011.4-5／『SHIBAHAMA』大阪＠コーポ北加賀屋
- 2011.7／快快 presents「『LOVE COOKING！』＠2.5D
- 2011.7／『快快-faifai-のOBAKE!!!!!!』＠アサヒ・アートスクエア「南畝と仲間が集う処」
- 2011.8／渋谷パルコpresents「パルコ納涼祭」＠渋谷パルコ公園通り広場
- 2011.8-9／2011faifai EU tour!!＠エストニア、ドイツ、ハンガリー
- 2011.10／「⌒☆☆劇団子供鉅人のプレイ小屋！〜はらじゅくじゅくじゅく篇⌒⌒☆」ゲスト＠VACANT
- 2011.10／『This is faifai.tv』＠東武百貨店池袋店 8F屋上「スカイデッキ広場」
- 2011.12／『ゆく年くる年 “SHIBA⇔トン” ♡歳末大感謝祭♡』＠「M」EVENT SPACE & BAR

### 2012年
- 2012.2／『アントン、猫、クリ』＠nitehi works
- 2012.2／『SHIBAHAMA』バンコク＠Sonic Ekamai
- 2012.9／『りんご』＠KAAT神奈川芸術劇場 大スタジオ
- 2012.12／『Y時のはなし・イン・児童館』＠光が丘区民センター 3階 多目的ホール

## 「小指値」としての活動
「快快」の前身となる「小指値」は、当時多摩美術大学映像演劇学科に在籍していた有志たちにより2004年12月に結成され、2008年3月31日までその活動を継続する。命名は詩人・映像作家の鈴木志郎康。

## 過去の公演（小指値）

### 2004年
- 2004.12／第1回本公演／多摩美術大学卒業制作小指値旗揚げ公演 『顔よ! 勃ったら1M』＠西荻窪 WENZスタジオ

### 2005年
- 2005.5／第2回本公演 『MY NAME IS I LOVE YOU』＠中野 STUDIO SAI
- 2005.7／番外公演「cinra-salon vol.007」参加 『eat UNKO 40$／うんこ食べたら40万円』＠千駄ヶ谷 LOOP-LINE
- 2005.8／番外公演「cinra-salon vol.008」参加 『人魚、海へ帰る』＠海の家「おとひめ亭」（鎌倉）
- 2005.9／番外公演 cinra+Pappa TARAHUMARA共催公演「ベット」参加 『Getoo appoo on wessaide』＠渋谷 UPLINK factory
- 2005.11／第3回本公演 『俺は人間』＠新宿 タイニイ・アリス
- 2005.12／小指値が主催する歌と踊りのエンターテイメンツ 『KOYUBICHI Nightz＠青山 MANDALA』

### 2006年
- 2006.2／「cinra-salon vol.00?」参加 『イマジネーション反応実験』＠下北沢PIGA
- 2006.3／co-lab三番町オープニングパーティー参加 『イマジネーション反応実験』＠co-lab三番町
- 2006.4／Stoned Soul Picnic Vol.15 japanoise night！参加＠西麻布BULLET'S
- 2006.4／第4回本公演 『Zeller Schwarze Katz［コミック編］』＠中野 STUDIO SAI／渋谷 LE DECO 4F
- 2006.8／第4回本公演 『Zeller Schwarze Katz［論文編］』＠王子小劇場
- 2006.9／ Stoned Soul Picnic Vol.16 japanoise night！参加＠恵比寿MILK
- 2006.11／labo#20 STスポットラボアワード（キュレーター桜井圭介）参加 『I wanna be a machine but…』＠STスポット
- 2006.12／「欽ちゃん＆香取慎吾の全日本仮装大賞」予選参加 『愛・地球人』＠日本テレビ予選会場

### 2007年
- 2007.4／小指値が主催する歌と踊りのエンターテイメンツ 『KOYUBICHI Nightz 2nd anniversary』（新作『¥2000』発表）＠STAR PINE'S CAFE
- 2007.5／「弟15回ガーディアン・ガーデン演劇フェスティバル」参加 『I wanna be a machine but…（PROTOTYPE）』（マーメイドkoyubichiによるX JAPAN「紅」）＠吉祥寺シアター
- 2007.5／番外公演 『オールテクニカラー』＠半蔵門アーツファースト
- 2007.5／「コミュニケーションアートバー」参加 『an adult boy atom』＠アサヒアートスクエア
- 2007.7／第5回本公演 『Mrs Mr Japanese』＠王子小劇場
- 2007.8／15minutes made参加 『R時のはなしver.0』＠ザムザ阿佐谷
- 2007.9／番外公演 横浜シリーズ STスポット提携公演 bankart Cafe Live Series 2007参加『［get］an apple on westside／R時のはなし』＠STスポット／bankart studio NYK
- 2007.11／「プロペラ犬」（水野美紀 楠野一郎）旗揚げ公演 『マイルドにしぬ』美術担当
- 2007.12／「Stoned Soul Picnic Vol.18 japanoise night！」参加＠恵比寿MILK
- 2007.12／小指値が主宰する忘年会『小指値の忘年会』＠STスポット

### 2008年
- 2008.2／小指値REMIX 2007「冬のサミット」参加 『霊感少女ヒドミ』（原作: ハイバイ）＠こまばアゴラ劇場

## 受賞歴／コンテスト参加歴

### 2004年
- 日本演出家協会　若手演出家コンクール 2次審査進出
- 多摩美術大学映像演劇学科　学科長賞　受賞

### 2006年
- labo#20 「STスポットラボアワード」受賞
- Bank ART主催 「Cafe live Series」入賞
- 王子小劇場主催 「佐藤佐吉賞・最優秀宣伝美術賞／優秀作品賞／優秀主演男優賞」受賞

### 2007年
- 「ガーディアンガーデン演劇祭」最終審査進出
- 王子小劇場主催 「佐藤佐吉賞・最優秀作品賞／最優秀演出賞／最優秀舞台美術賞／最優秀照明賞

優秀音響賞／優秀衣裳賞／優秀宣伝美術賞／優秀主演男優賞／優秀助演男優賞」受賞

### 2008年
- 世田谷区芸術アワード“飛翔”舞台芸術部門 受賞

### 2010年
- 「ZKB Patronage Prize 2010」チューリヒ・シアター・スペクタクルにてアジア人初の最優秀賞